# Leptosia nina
Leptosia nina es una especie de mariposa de la familia Pieridae, natural de la región indomalaya.

## Distribución y hábitat
Su área de distribución se extiende en la región indomalaya e incluye Sri Lanka, India, Nepal, Bután, Birmania, Singapur, Malasia, Indonesia, Timor, Filipinas, Myanmar, Tailandia, Vietnam, Laos, sur de China, Taiwán; y Australia. Su hábitat se compone principalmente de espacios abiertos herbosos. Su rango altitudinal oscila entre 0 y 1500 m s. n. m.

## Taxonomía
Se reconocen las siguientes subespecies:
- Leptosia nina nina
- Leptosia nina chlorographa Hübner, [1813]
- Leptosia nina niobe (Wallace, 1866)
- Leptosia nina dione (Wallace, 1867)
- Leptosia nina nicobarica (Doherty, 1886)
- Leptosia nina fumigata Fruhstorfer, 1903
- Leptosia nina terentia Fruhstorfer
- Leptosia nina georgi Fruhstorfer
- Leptosia nina comma Fruhstorfer, 1903
- Leptosia nina malayana Fruhstorfer, 1910
- Leptosia nina aebutia Fruhstorfer, 1910